# Stahl Peak
Der Stahl Peak ist ein über 1800 m hoher Berg in der Britannia Range des Transantarktischen Gebirges. Er ragt 3 km östlich des Saburro Peak in den Ravens Mountains auf.
Das Advisory Committee on Antarctic Names benannte ihn 2001 nach Chief Master Sergeant Alfred E. Stahl, der dem 109. Airlift Wing in der Zeit des Übergangs von LC-130-Operationen von der United States Navy zur Air National Guard angehört hatte.